# Astrakan (fuskpäls)
Astrakan är en persianimitation. Materialet är vävt på en botten av bomull med en kort ludd av mohairull.